# Haf
Een haf  of étang is een groot strandmeer, direct gelegen aan zee maar daarvan afgesloten door een schoorwal. Het ontstaat gewoonlijk door aanslibbing van zeeklei maar kan ook weer uitspoelen. Verschil tussen het haf en de lagune is dat in de laatste geen rivier uitmondt. Het Étang de Berre is een bekend en groot haf in Frankrijk.

## Haffen aan de Oostzee
De zuidkust van de Oostzee is de bekendste haffenkust. Van west naar oost liggen hier de volgende drie grote haffen:
- Het Oderhaf, ten noorden van Szczecin bij de Pommerse Bocht, van zee afgesloten door de eilanden Usedom en Wolin, met de monding van de Oder,
- Het Wislahaf (Weichselhaf), ten oosten van Gdańsk bij de Bocht van Gdańsk van zee afgesloten door de Wislaschoorwal (Pools: Mierzeja Wiślana; Russisch: Baltiejskaja Kosa; Duits: Frische Nehrung), met de monding van (een tak van) de Wisła,
- Het Koerse Haf, tussen Kaliningrad en Klaipėda, van zee afgesloten door de Koerse Schoorwal (Litouws: Kuršių nerija; Russisch: Koersjskaja Kosa; Duits: Kurische Nehrung), met de monding van de Memel.

Opmerkelijk is dat door alle drie deze haffen een staatsgrens loopt, terwijl ze voor 1919 allemaal Duits waren.
Kleinere haffen zijn dat van de Warnow bij Rostock en dat van de Recknitz ten oosten daarvan.